# Konzertexamen
Das Konzertexamen ist ein Studienabschluss an Musikhochschulen in postgradualen Studiengängen.
Als Abschluss eines Aufbaustudiums ist es der höchste von der Hochschule zu vergebende Abschluss. Der Aufbaustudiengang zum Konzertexamen dient der Heranbildung instrumental bzw. sängerisch hochbegabter Studierender zu konzertreifen Solisten. Zugangsvoraussetzung für den Studiengang ist in der Regel die Künstlerische Reifeprüfung bzw. das Künstlerische Diplom mit besonders hervorragenden Leistungen und eine Aufnahme- bzw. Eignungsprüfung. Das Konzertexamen besteht in der Regel aus zwei Teilen: Der erste Teil ist eine interne Hochschulveranstaltung, der zweite Teil ein öffentliches Konzert. Die Hochschule für Musik Freiburg bewertet die Prüfungsleistungen mit den Noten „mit Auszeichnung bestanden“, „sehr gut bestanden“, „bestanden“ und „nicht bestanden“. Die Hochschule für Musik Detmold und die Hochschule für Musik Saar vergeben nur drei Prädikate: „mit Auszeichnung bestanden“, „bestanden“ und „nicht bestanden“. Die Hochschule für Kirchenmusik der Evangelischen Kirche von Westfalen bewertet ein Konzertexamen nur mit „bestanden“ oder „nicht bestanden“.

## Informationsseiten zum Abschluss Konzertexamen verschiedener Musikhochschulen (Auswahl)
- Hochschule für Musik Freiburg: Konzertexamen (Informationen zu den Studiengängen). Abgerufen am 8. Juli 2019.
- Staatliche Hochschule für Musik und Darstellende Kunst Stuttgart: Konzert-/Bühnenexamen (Informationen zu den Studiengängen). Abgerufen am 8. Juli 2019.
- Hochschule für Musik Franz Liszt Weimar: Konzertexamen (Informationen zu den Studiengängen). Abgerufen am 8. Juli 2019.